# 859
859 (DCCCLIX) je bilo navadno leto, ki se je po julijanskem koledarju začelo na nedeljo.

## Dogodki
- 1. januar

## Rojstva
- Rudolf I. Burgundski, kralj Zgornje Burgundije († 912)